# Doug Mountjoy
Doug Mountjoy (ur. 8 czerwca 1942, zm. 14 lutego 2021) – walijski snookerzysta.
W 1968 i 1976 był mistrzem Walii amatorów, w 1976 sięgnął również po amatorskie mistrzostwo świata i przeszedł na status zawodowy. Już w swoim debiucie w cyklu profesjonalnym odniósł zwycięstwo – wygrał turniej H&B Masters 1977. W 1981 dotarł do finału mistrzostw świata, w którym uległ Steve'owi Davisowi. Członek zwycięskiej reprezentacji Walii w Pucharze świata 1979 i 1980.
Był m.in. pięciokrotnym mistrzem Walii zawodowców (1980, 1982, 1984, 1987 i 1989). Po raz ostatni występował w cyklu zawodowym w sezonie 1996/1997.